# 8919 Ouyangziyuan
8919 Ouyangziyuan este un asteroid din centura principală de asteroizi.

## Descriere
8919 Ouyangziyuan este un asteroid din centura principală de asteroizi. A fost descoperit pe 9 octombrie 1996 la Xinglong în cadrul programului Beijing Schmidt CCD Asteroid Program. Asteroidul prezintă o orbită caracterizată de o semiaxă mare de 2,62 ua, o excentricitate de 0,14 și o înclinație de 13,0° în raport cu ecliptica.